# Pollagh
Pollagh is een plaats in het Ierse graafschap Offaly. De plaats telt 229 inwoners.

## Voetnoten
1. 1 2  "Census 2006", 2007-04-10.